# A tisztes munka világnapja
A tisztes munka világnapja  (eredeti angol nevén World Day for Decent Work, rövidítve WDDW) a Szakszervezetek Nemzetközi Szövetsége kezdeményezésére 2008-ban létrehozott ünnepnap, amikor a világ szakszervezetei egységesen kiállnak a tisztes munka és annak értékelése mellett. A tisztes munka világnapja minden évben október 7-én van.

## Tisztes munka
A tisztes munka a Nemzetközi Munkaügyi Szervezet (ILO) által 1999-ben bevezetett fogalom. A tisztes munka olyan munkavállalási lehetőséget jelent, amelynek révén a dolgozó tisztes megélhetési lehetőséghez jut, miközben munkáját fizikai és jogi biztonságban végezheti, és alkalma van a részvételre a munkával kapcsolatos társadalmi párbeszédben. Az ILO megfogalmazásában a tisztes munkának négy alappillére van: a munkahelyteremtés, a szociális védőháló, a munkahelyi jogok és a társadalmi párbeszéd.
A tisztes munka világnapjának megtartásával a világ valamennyi országában szeretnék felhívni a figyelmet az országokon belüli és az országok közötti, gyakran indokolatlanul jelentős és káros gazdasági és szociális különbségekre. Cél a nagy fokú egyenlőtlenség felszámolása, ezért a különböző szakszervezetek felemelik a szavukat a megfelelő munkakörülményekért, a tisztes megélhetést biztosító jövedelmekért és az egyenlőbb, munkaalapú megítélés mellett.